# Suore di Sant'Antonio di Padova
Le Suore di Sant'Antonio di Padova (in spagnolo Hermanas de San Antonio de Padua de Mercedes; sigla H.S.A.P.) sono un istituto religioso femminile di diritto pontificio.

## Storia
La congregazione fu fondata a Mercedes il 4 ottobre 1889 da Maria Antonia Cerini. Nel 1906 Juan Nepomuceno Terrero y Escalada, vescovo di La Plata, nominò superiore ecclesiastico delle suore Claudio Burdet, che ne compilò le costituzioni.
L'istituto ricevette il pontificio decreto di lode il 17 maggio 1938 e fu aggregato all'ordine dei frati minori cappuccini il 3 maggio 1955.

## Attività e diffusione
Le suore si dedicano alla cura dei malati, all'istruzione e all'educazione della gioventù.
Oltre che in Argentina, sono presenti in Bolivia, Colombia e Paraguay; la sede generalizia è a Buenos Aires.
Nel 2014 l'istituto contava 89 religiose in 28 case.